# 1415.
◄ | 14. stoljeće | 15. stoljeće | 16. stoljeće | ►
◄ | 1380-ih | 1390-ih | 1400-ih | 1410-ih | 1420-ih | 1430-ih | 1440-ih | ►
◄◄ | ◄ | 1412. | 1413. | 1414. | 1415. | 1416. | 1417. | 1418. | ► | ►►
Arhitektura • Astronomija • Glazba • Knjige • Književnost • Kršćanstvo • Medicina • Pravo • Promet • Slikarstvo • Znanost

## Događaji
- 10. kolovoza – Bitka kod Lašve.

## Rođenja
- 10. ožujka – Vasilije II., veliki knez Moskve († 1462.)
- 21. rujna – Fridrik III., car Svetog Rimskog Carstva († 1493.)

## Smrti
- 6. srpnja – Jan Hus, češki reformator (* oko 1369.)
- 19. srpnja – Filipa Lankasterska, portugalska kraljica (* 1360.)

## Vanjske poveznice
|  | Zajednički poslužitelj ima još gradiva o temi 1415. |